# Arcozelo (Barcelos)
Arcozelo is een plaats (freguesia) in de Portugese gemeente Barcelos en telt 13 375 inwoners (2001).